# Vuelta al País Vasco 1989
La XXIX Vuelta al País Vasco, disputada entre el 3 de abril y el 7 de abril de 1989, estaba dividida en 5 etapas para un total de 839 km.
En esta edición participaron los 12 equipos profesionales españoles (Reynolds, BH, Caja Rural Orbea, Kelme Varta, Teka, ONCE, Lotus, Puertas Mavisa, SEUR, Helios CR, Fagor y CLAS-Cajastur) y 5 equipos extranjeros (Panasonic, Superconfex, Histor-Sigma, Frank Toyo y 7 Eleven).
El vencedor final fue el ciclista irlandés Stephen Roche, que resucitó tras todo un año en blanco.

## Etapas
| Etapa              | Fecha    | Recorrido                    | km        | Vencedor de la Etapa | Líder de la general |
| ------------------ | -------- | ---------------------------- | --------- | -------------------- | ------------------- |
| 1ª etapa           | 03/04/89 | Lazcano - Lazcano            | 155       | Johnny Weltz         | Johnny Weltz        |
| 2ª etapa           | 04/04/89 | Galdácano - Valle de Trápaga | 36        | Andrew Hampsten      | Peio Ruiz Cabestany |
| 3ª etapa           | 05/04/89 | Valle de Trápaga - Ibardin   | 183       | Eric Van Lancker     | Eric Van Lancker    |
| 4ª etapa           | 06/04/89 | Vera de Bidasoa - Vitoria    | 178       | Jeff Pierce          | Jesús Blanco Villar |
| 5ª etapa (1º Sec.) | 07/04/89 | Vitoria - Zumaya             | 120       | Casimiro Moreda      | Jesús Blanco Villar |
| 5ª etapa (2º Sec.) | 07/04/89 | Zumaya - Zumaya              | 4,1 (CRI) | Stephen Roche        | Stephen Roche       |

## Clasificaciones
| \| 1. \| Stephen Roche \| FAG \| 17h 14' 07s \| \| 2. \| Federico Etxabe \| BH \| a 1s \| \| 3. \| Jesús Blanco Villar \| SEU \| a 3s \| \| 4. \| Pedro Muñoz \| ONC \| a 5s \| \| 5. \| Álvaro Pino \| BH \| a 10s \| \| 6. \| Julián Gorospe \| REY \| a 11s \| \| 7. \| Eric Van Lancker \| PAN \| a 15s \| \| 8. \| Marino Lejarreta \| CAJ \| a 19s \| \| 9. \| José Luis Laguía \| REY \| a 24s \| \| 10. \| Roland Leclerc \| CAJ \| a 25s \| |                     |     |             |
| 1. | Stephen Roche       | FAG | 17h 14' 07s |
| 2. | Federico Etxabe     | BH  | a 1s        |
| 3. | Jesús Blanco Villar | SEU | a 3s        |
| 4. | Pedro Muñoz         | ONC | a 5s        |
| 5. | Álvaro Pino         | BH  | a 10s       |
| 6. | Julián Gorospe      | REY | a 11s       |
| 7. | Eric Van Lancker    | PAN | a 15s       |
| 8. | Marino Lejarreta    | CAJ | a 19s       |
| 9. | José Luis Laguía    | REY | a 24s       |
| 10. | Roland Leclerc      | CAJ | a 25s       |

| \| 1. \| Federico Etxabe \| BH \| 46 puntos \| \| \| 2. \| Eric Van Lancker \| PAN \| 43 puntos \| \| \| 3. \| Jesús Blanco Villar \| SEU \| 38 puntos \| \| |                     |     |           |  |
| 1. | Federico Etxabe     | BH  | 46 puntos |  |
| 2. | Eric Van Lancker    | PAN | 43 puntos |  |
| 3. | Jesús Blanco Villar | SEU | 38 puntos |  |

| \| 1. \| Juan Tomás Martínez \| LOT \| 37 puntos \| \| \| 2. \| Álvaro Pino \| BH \| 27 puntos \| \| \| 3. \| Santiago Portillo \| LOT \| 24 puntos \| \| |                     |     |           |  |
| 1. | Juan Tomás Martínez | LOT | 37 puntos |  |
| 2. | Álvaro Pino         | BH  | 27 puntos |  |
| 3. | Santiago Portillo   | LOT | 24 puntos |  |

| \| 1. \| Tom Cordes \| SUP \| 16 puntos \| \| \| 2. \| Sabino Angoitia \| PUE \| 9 puntos \| \| \| 3. \| Santiago Portillo \| LOT \| 7 puntos \| \| |                   |     |           |  |
| 1. | Tom Cordes        | SUP | 16 puntos |  |
| 2. | Sabino Angoitia   | PUE | 9 puntos  |  |
| 3. | Santiago Portillo | LOT | 7 puntos  |  |

| \| 1. \| BH \| 51h 43' 25s \| \| \| 2. \| Orbea Caja Rural \| a 11s \| \| \| 3. \| Reynolds \| a 36s \| \| |                  |             |  |
| 1. | BH               | 51h 43' 25s |  |
| 2. | Orbea Caja Rural | a 11s       |  |
| 3. | Reynolds         | a 36s       |  |